# Antonín Longa
Štábní kapitán Antonín Longa (1898–?) byl československý legionář a zpravodaj. Byl členem skupiny Tři konšelé, po jejichž odhalení gestapem byl zatčen a do konce 2. světové války vězněn. Po jeho osvobození se stal nezvěstným a jeho další osud je neznámý.

## Život

### Mládí a služba v československých legiích
Antonín Longa se narodil 15. července 1898 v severozápadních Čechách, v obci jménem Poplze nedaleko Libochovic. V letech 1910 až 1912 studoval na gymnáziu v Roudnici nad Labem a následně pracoval jako praktikant v továrně.
V dubnu roku 1916 byl naverbován do Rakousko-Uherské armády a v srpnu téhož roku se se 3. pěším plukem ocitl na východní frontě. V lednu roku 1917 byl však při bojích v Karpatech zraněn a zajat. Nějakou dobu se léčil v Moskvě a poté byl převezen do zajateckého tábora u města Kostroma. Tam projevil ochotu přidat se k formujícím se Československým legiím a tak byl 25. září 1917 přiřazen jako střelec k páté rotě sedmého čs. střeleckého pluku Tatranského. Koncem října 1918 obdržel svou první pochvalu a plné uznání za statečné a obezřetné konání výzvědné služby v bojích u Tatarské Birmy a Lebeděvky. 14. dubna 1918 obdržel od francouzského generála Maurice Janina francouzskou Bronzovou medaili. V květnu roku 1919 byl Longa převeden do výzvědné roty sedmého střeleckého pluku a koncem května se dočkal dalšího vyznamenání. 22. července 1920 se nyní už svobodník Longa konečně vrátil do své vlasti.

### Meziválečná doba
Po návratu do Československa se Longa rozhodl v armádě zůstat. V letech 1920 až 1923 v Praze prošel přípravnou službou pro poddůstojníky z povolání, zároveň působil jako instruktor Vojenské školy pro tělesnou výchovu MNO s hodností rotmistra. V roce 1925 absolvoval Vojenskou akademii v Hranicích a byl povýšen do hodnosti poručíka pěchoty. Poté prošel aplikační školou v Milovicích a již mu tedy nic nebránilo sloužit přímo u jednotky. V letech 1926 až 1935 prošel různými funkcemi u Pěšího pluku 5 v Praze, naposledy zde působil ve funkci velitele spojovací čety. Koncem ledna 1935 byl přidělen k Zemskému vojenskému velitelství v Praze. V ofenzivní sekci vojenského zpravodajského ústředí v Praze pracoval jako referent a zprvu měl na starost evidenci speciálních spisů týkající se Maďarska a dokumentaci všeobecného rázu. Po událostech v Mnichově přešel Longa k nově zřízené odposlouchávací službě, kde docházelo k odposlechu meziměstských hovorů a některých cizích zastupitelských úřadů.

### Protinacistický odboj
Po zaktivizování slovenských politických kruhů v březnu roku 1939 začala pražská vláda nad slovenskou částí svého území pomalu ztrácet kontrolu. Štábní kapitán Longa byl coby zvláštní pozorovatel na začátku března poslán do Banské Bystrice a jeho kolegové z 2. oddělení pak do dalších slovenských měst. 13. března je však ústředí všechny odvolalo zpět do Prahy. Ihned po odletu zpravodajské skupiny plk. gšt. Moravce do Velké Británie se Longa s dalšími příslušníky oddělení pustili do likvidace zpravodajských materiálů. Těch prý bylo tolik, že na tom museli pracovat nejen příslušníci samotného oddělení, ale také jejich manželky. Časně z rána 15. března pak do Prahy dorazily první německé jednotky a v dopoledních hodinách byla budova hlavního štábu obsazena.
Není pochyb o tom že zpravodajská sestava, která v březnu 1939 unikla do Velké Británie, měla úzkou profesionální základnu. Jak Antonín Longa, tak jeho přátelé Čáslavka a Fárek byli Moravcem zahrnuti do seznamu několika desítek osob, které se měly pokusit odejít do exilu. V Londýně zpočátku zřejmě neměli povědomí, že téměř všichni, kteří měli zpravodajskou přítomnost na Západě posílit, se buď sami, nebo v rámci vznikajících ilegálních struktur zapojili již do odboje. To se samozřejmě týkalo také Antonína Longy a jeho přátel. Zanedlouho došlo také k navázání kontaktů mezi vznikajícími zpravodajskými centry v exilu a v Protektorátu. V jedné z prvních Longových zpráv pro plk. Moravce z počátku května roku 1939 uvedl, že se svými dvěma přáteli, a to Františkem Fárkou a Aloisem Čáslavkem, "přislíbili, že se neopustí navzájem, že neopustí rodiny, které tu zůstaly samy, a že ze všech sil budou pracovati ke zrození naší III., jak pevně věříme, šťastné a věčné republiky“. Naši zpravodajci v exilu v blízké budoucnosti jak v Longovi, tak ve Františku Fárkovi a Aloisi Čáslavkovi, tedy ve skupině Tři konšelé, nalezli oddané spolupracovníky.
Poměrně brzy se podařilo otevřít informační kanál mezi Protektorátem a zpravodajskými strukturami v zahraničí. V tuto dobu byli velice nápomocni francouzští zpravodajci, kteří v Praze ještě stále pobývali, mezi nejvýznamnější patřil major Henri Gouyou. Tři konšelé přes francouzské partnery do zahraničí posílali rozsáhlé zpravodajské elaboráty o okupaci českých zemí, o nacistických bezpečnostních složkách a o organizaci a síle Wehrmachtu na protektorátním území. Spolupráce s Francouzi ale začala postupem doby váznout. Podle Františka Fárka nebyl francouzský podíl úměrný československému snažení. Tři konšelé navíc zjistili, že jejich zprávy pro kolegy do zahraničí někdo od Francouzů čte. Po bezpečném převedení rodin zpravodajských důstojníků přes hranice roku 1939 (při kterém se svojí ženou do Polska odešel i Alois Čáslavka) rozvinuli zpravodajskou práci proti Nacistickému Německu. Kromě zpravodajské služby měl podle Františka Fárka Longa také na starost také vedení deníku skupiny. Po Fárkově zatčení ho měl spolu s dalšími materiály a osobními zbraněmi zakopat někde v Suchdole, konkrétně v blízkosti svého rozestavěného rodinného domu. Longa se však po válce domů nevrátil a deník už nikdo nenašel.

### Zatčení a vězení
V listopadu 1939 byl zatčen František Fárek a 14. prosince Antonín Longa s Tomášem Houškou. Všichni 3 byli podrobováni brutálním výslechům. Tomáš Houška v prosinci 1939 spáchal sebevraždu skokem z okna. V září roku 1940 jejich hlavní vyšetřovatel, nechvalně známý Oskar Fleischer, sérii dlouhých výslechů skončil. Longa s Fárkem tak měli být v brzké době předáni německému soudu. Následně byli převezeni do věznice v Drážďanech. V prosinci roku 1941 se dostali k soudu v Berlíně, ten naštěstí jejich vlastní činnost, na rozdíl od gestapa, spatřoval především v ilegální pomoci rodinám uprchlých zpravodajských důstojníků. Také jim pomohlo, že během přelíčení oba dva vše, co se dalo, svalovali na Aloise Čáslavku, kterému již žádné nebezpečí nehrozilo. Konečnému rozsudku, který pro oba čítal desetiletý trest káznice, pomohla neschopnost státního zástupce prokázat aktivní spojení se zahraničím. Již 18. prosince byli Longa s Fárkem převezení do káznice v Ebrachu v Bavorsku, do věznice kdysi v proslaveném cisterciáckém opatství, kde první noc strávili ve společné cele. Tam podle vzpomínek oba zakusili hodně zimy. František Fárek po válce vzpomínal zvláště na Hauptwachtmeistera Schütze, který si v káznici na Antonína Longu zasedl a ztrpčoval mu život, jak jen mohl. Longu naštěstí brzo převezli do Bayreuthu.

### Nejasná smrt
V Bayreuthu se v dubnu roku 1945 Antonín Longa také dočkal osvobození americkou armádou. Dne 12. dubna byl podle všech indicií ještě živý. Působil jako jeden z funkcionářů sběrného tábora pro vězně v Kulmbachu a domů do Prahy poslal rodině ještě pozitivně laděnou zprávu. Posléze se měl spolu s Rudolfem Vyletou, dalším bývalým vězněm, dát k dispozici americké armádě pro plnění zpravodajských úkolů na československém území. Dne 29. dubna měli být dopraveni na frontu na Šumavě, někde do prostoru Svaté Kateřiny, a od té doby byli nezvěstní. S největší pravděpodobností je tak na prahu svobody zavraždili ustupující němečtí vojáci. Jejich těla se nikdy nepodařilo nalézt. V dubnu roku 1947 byl Longa soudně prohlášen za mrtvého.